# Hyaloraphidium curvatum
Hyaloraphidium curvatum är en svampart som beskrevs av Korshikov 1931. Hyaloraphidium curvatum ingår i släktet Hyaloraphidium, klassen Chytridiomycetes, divisionen pisksvampar och riket svampar.   Inga underarter finns listade i Catalogue of Life.